# کاروانسرای کنارگرد
کاروانسرای کِنارگِرد در بخش فشافویه حسن آبادِ شهر ری کنار جاده واقع است. کاروانسرا دارای ساختاری متشکل از گل، گچ و آجر به صورت دو ایوانه ساخته شده و از نظر قدمت به عهد صفویان می‌رسد. کاروانسراها عموماً از چند قسمت تشکیل می‌شدند؛ در وسط میدان فضای بزرگی که برای باراندازی و خالی کردن بارهای بسته‌بندی شده اختصاص داشت و در کنار این باراندازها چندین شبستان حجره و طاق نما وجود داشت، که مرکز اتراق صاحبان کالاها، باربران و ساربانان بوده‌است.
این کاروانسرا از دو بخش تشکیل شده که بخش غربی قدمت چندانی ندارد و به نظر می‌رسد که در صدسال گذشته، به بنای اصلی الحاق شده باشد. بنا امروزه متروک است. بخش اصلی و قدیمی بنا، با مساحتی بیش از ۴۴۰۰ مترمربع، کاروانسرایی نسبتاً بزرگ به‌شمار می‌آید. در میانه اضلاع حیاط مستطیل شکل بنا، چهار ایوان و در طرفین آنها، ایوانچه‌هایی واقع است. اندک بودن تفاوت ایوان‌ها و ایوانچه‌ها، هم در ارتفاع و هم در دهانه، موجب شده که الگوی چهار ایوانی بنا نمودی نداشته باشد. هر یک از ایوانچه‌ها به حجره‌ای مرتبط است. اسطبل‌های طویلی پشت حجره‌ها و پیرامون کاروان سرا را فرا گرفته‌اند. ورود به این اسطبل‌ها هم از هشتی ممکن است و هم از پخ‌های چهار گوشه حیاط، طرح گوشه‌های شمال شرقی و جنوب شرقی کاملاً مشابه یکدیگر است و در آنها، علاوه بر راه اسطبل‌ها، فضایی برای اقامت چهارپایان و پلکان‌های بام تعبیه شده‌است. دو گوشه دیگر حیاط متفاوت است: در گوشه جنوب غربی، دو راه عمود برهم به اسطبل‌ها و انبارها می‌رسد؛ در گوشه شمال غربی، یکی از این راه‌ها به اسطبل و راه دیگر به فضایی منتهی می‌شود که احتمالاً محل اقامت چهارپایان بوده‌است. ایوان میانه ضلع غربی در انتها از دوسو گسترش و شکلی صلیبی یافته‌است. بازوهای طرفین این فضا به انبارهای پشت این جبهه راه دارد. ایوان میانه ضلع غربی نقش ارتباطی دارد و راه ورود به دیگر حیاط کاروانسرا است. بخش جدید یا حیاط دوم کاروانسرا را ایوانچه‌هایی در سه ضلع شمالی و جنوبی و غربی احاطه کرده‌است که تنها ایوانچه‌های ضلع غربی در پشت خود حجره دارند. اسطبل‌های این قسمت، که در پشت جبهه‌های شمالی و جنوبی واقع است، از اسطبلهای معمول کاروان سراها عریض تر است؛ و به همین علت، یک ردیف ستون در میانه دارد. به نظر می‌رسد افزودن این بخش به بنای اصلی کاروانسرا بیشتر برای افزایش اسطبل‌ها بوده باشد. راه ورود به این مجموعه از ضلع شرقی بخش قدیمی تر است. سردر، برخلاف اکثر کاروانسراهای دوره صفویان همسطح دیوار خارجی است. ردیف طاق نماهای این ضلع اهمیت جبهه ورودی را می‌نماید- نمای خارجی دیگر اضلاع ساده است. در گوشه شمال شرقی بیرون کاروان سرا، یک حمام و یک آب انبار برای استفاده کاروانیان احداث شده‌است.
علت نام‌گذاری این مکان (کنارگرد) روستایی به نام کنارگرد که در کنار آن واقع است.

## نگارخانه

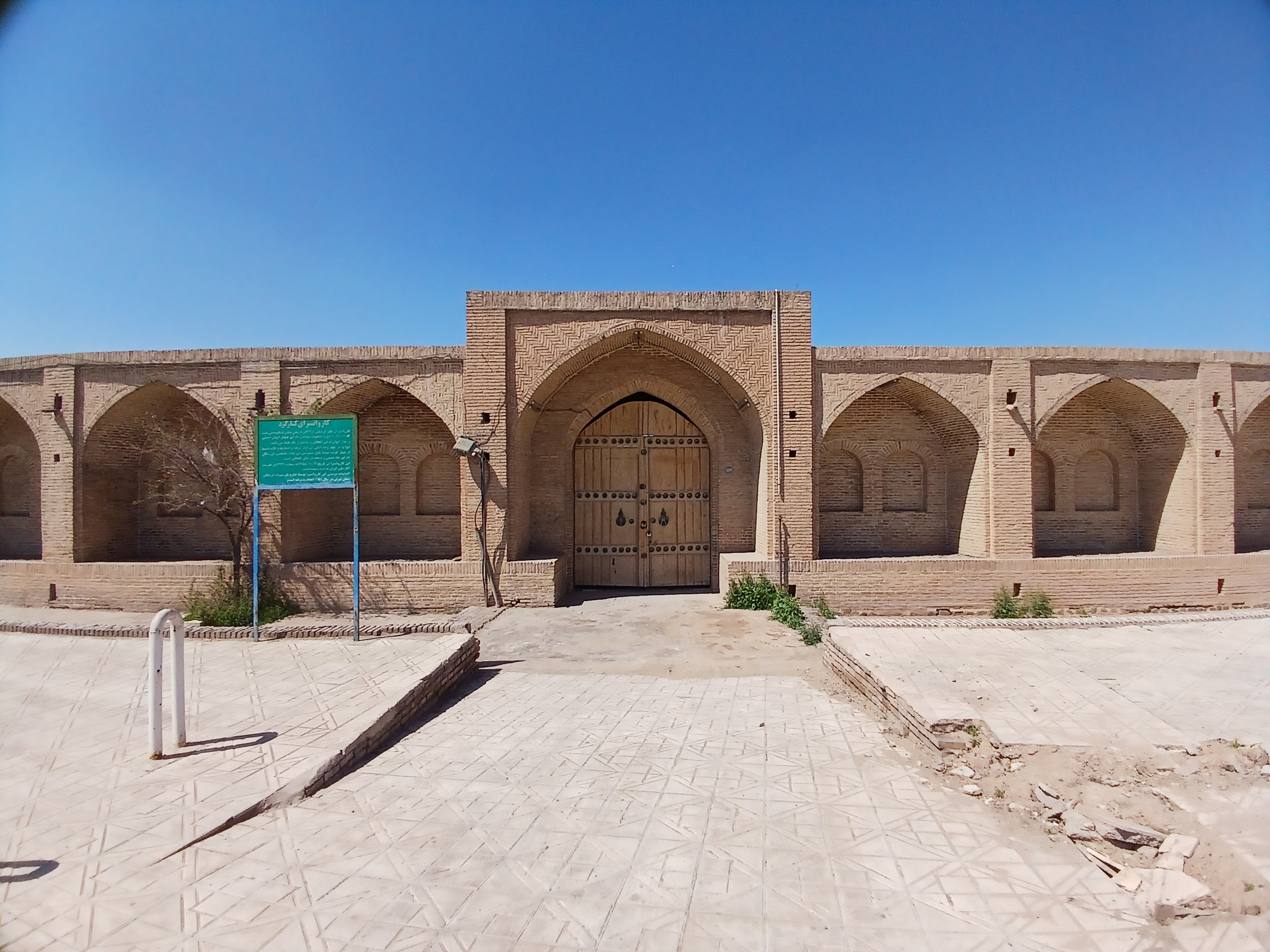
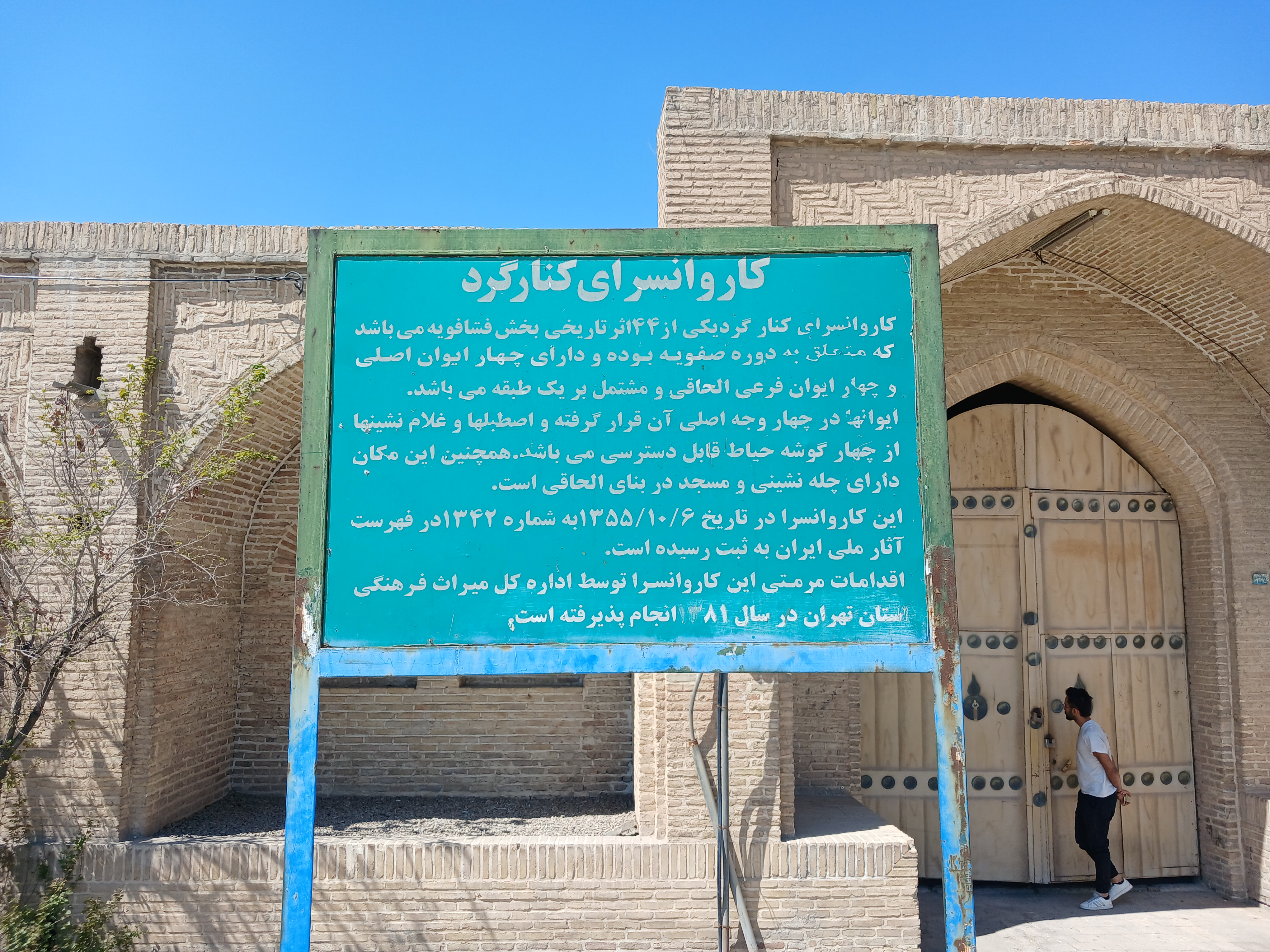
تابلوی معرفی بنا
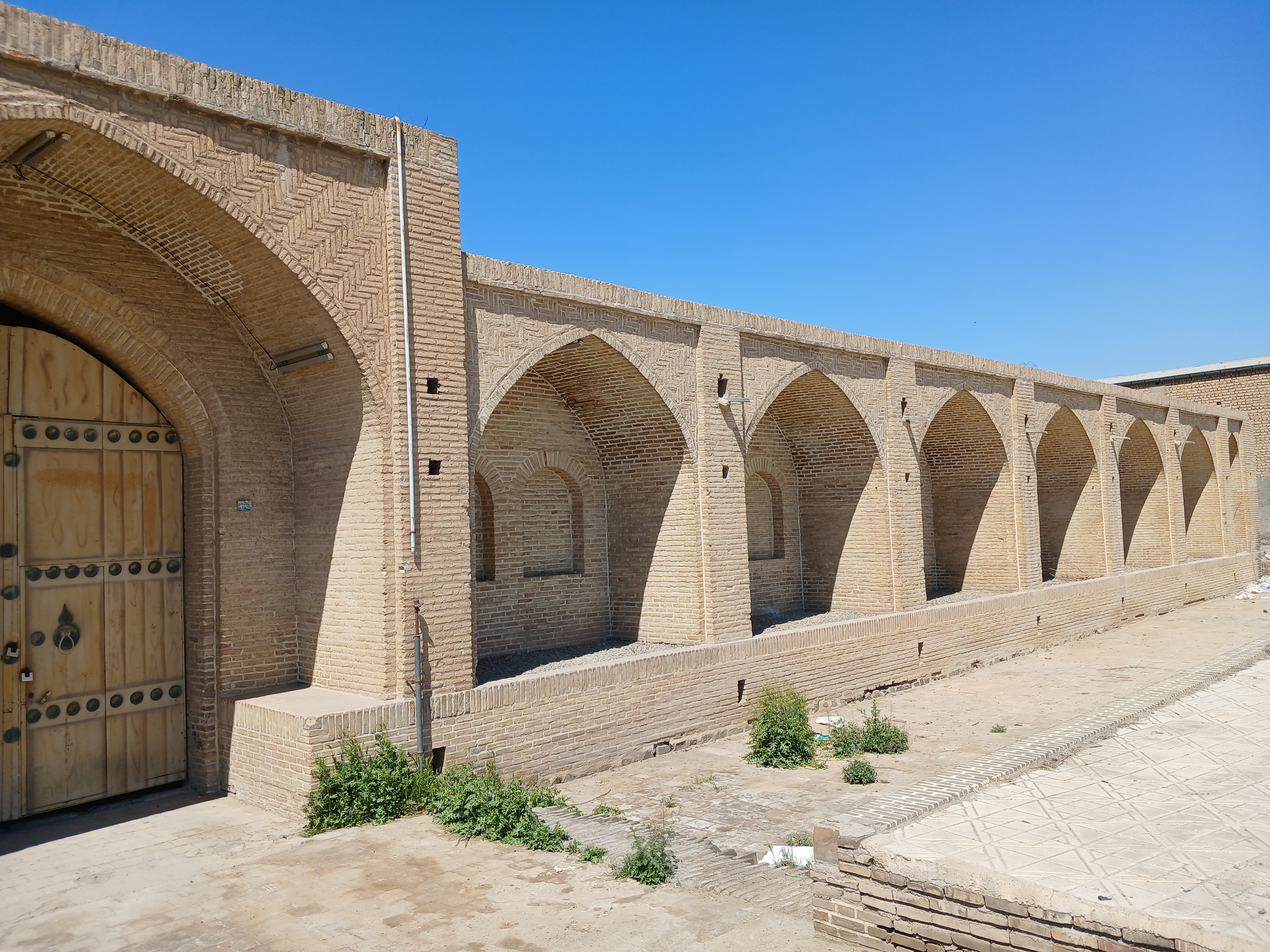
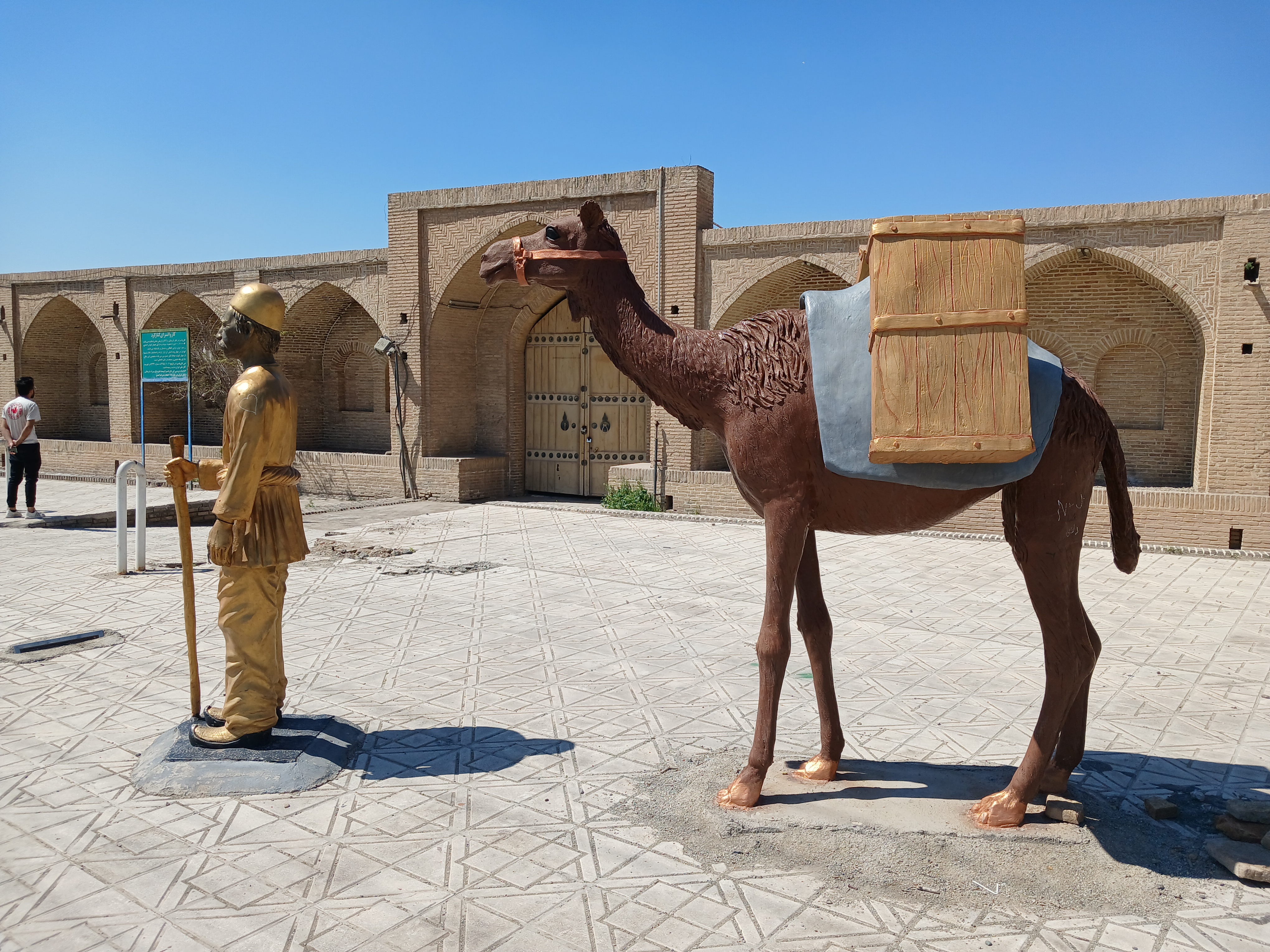